# Marilyn Corson
Marilyn Corson (Canadá, 6 de junio de 1950) es una nadadora canadiense retirada especializada en pruebas de estilo libre, donde consiguió ser medallista de bronce olímpica en 1968 en los 4 x 100 metros estilo libre.

## Carrera deportiva
En los Juegos Olímpicos de México 1968 ganó la medalla de bronce en los 4 x 100 metros estilo libre, con un tiempo de 4:07.2 segundos, tras Estados Unidos y Alemania (plata), siendo sus compañeras de equipo: Angela Coughlan, Elaine Tanner y Marion Lay.